# Rugby a 15 nel 1961

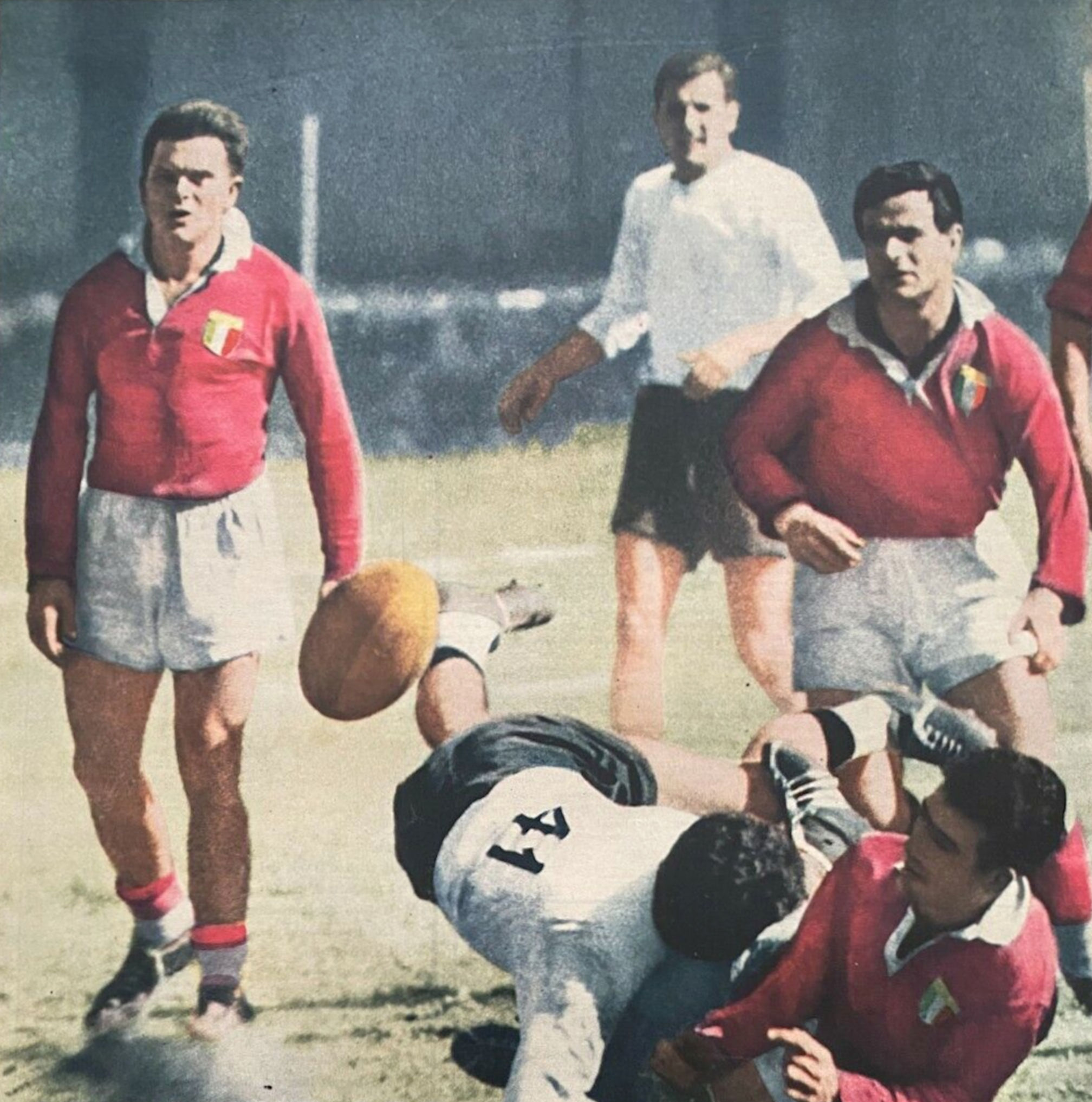
La vittoria 22-0 delle Fiamme Oro sull'Amatori Milano al Giuriati, nel girone finale del campionato italiano, che ha valso ai padovani il quarto scudetto consecutivo, maggio 1961.

Nel 1961 si conclude il tour del Sudafrica in Europa. Tour trionfale in cui i sudafricani conquistano il secondo Grande Slam (vittoria contro tutte le quattro nazionali britanniche), pareggiano con Francia e Leicester e si inchinano solo ai Barbarians.
Da segnalare i tour dei francesi in Australasia e dell'Irlanda in Sudafrica.
La Romania si conferma squadra di grande rilievo bloccando la Francia sul 5-5 a Bayonne.

## Attività internazionale

### Altri test
Mentre l'Italia continua a subire sconfitte con i francesi, la Romania conquista uno storico pareggio a Bayonne, in casa dei transalpini.
| Arbitro: | Ray Williams |

| |            | |
| mete: Marracq trasf.: Lazaze | Marcatori  | mete: Morariu trasf.: Penciu |
| 15.Claude Lacaze, 14.Jean-Vincent Dupuy, 13.Guy Boniface, 12.Andre Boniface, 11.Christian Darrouy, 10.Jacques Bouquet, 9.Pierre Lacroix, 8.Michel Celaya, 7.Michel Crauste (c), 6.Henri Marracq, 5.Marcel Cassiede, 4.Rene le Bourhis, 3.Amedee Domenech, 2.Jean Laudouar, 1.Pierre Cazals | Formazioni | 15.A. Penciu, 14.Paul Ciobanel, 13.M. Wusek, 12.Valeriu Irimescu, 11.Ion Sava, 10.Rene Chiriac, 9.Alexandru Ionescu, 8.Radu Demian, 7.D. Zlatoianu, 6.Viorel Morariu (c), 5.Anastasia Marinache, 4.Vasile Rusu, 3.Gheorghie Drobota, 2.Nicloae Capusan, 1.A. Teofilovici |

| Wemmel 24 marzo 1961 | Paesi Bassi | 5 – 8 | Belgio |  |

| Heidelberg 2 aprile 1961 | Germania | 9 – 27 | Francia XV |  |

| Boom (Belgio) 15 aprile 1961 | Belgio | 5 – 18 | Ile de France |  |

| Ramegnies 6 maggio 1961 | Fiandre | 14 – 3 | Belgio |  |

| Hannover 1º ottobre 1961 | Germania Ovest | 11 – 3 | Polonia |  |

| Odense 15 ottobre 1961 | Danimarca | 12 – 12 | Svezia |  |

| Offenbach am Main 20 ottobre 1961 | Germania Ovest | 52 – 3 | Belgio |  |

| Hurth 21 ottobre 1961 | Germania Ovest | 14 – 6 | Paesi Bassi |  |

| Bucarest 5 novembre 1961 | Romania | 27 – 0 | Germania Est |  |

| Leforest 11 novembre 1961 | Fiandre | 3 – 6 | Belgio |  |

| Nairobi 1961 | East Africa | 0 – 39 | Sudafrica XV |  |

## La Nazionale Italiana
La nazionale, affidata a Romano Bonifazi per il secondo anno, disputa due sole partite. È un periodo in cui la nazionale gioca pochissimo, i giocatori hanno poca o nulla esperienza internazionale ed i risultati, come dimostra la pesante sconfitta con la Francia, lo dimostrano.
La partita con la Francia passa comunque alla storia come una delle migliori disputate dagli "avanti" azzurri nelle fasi ordinate (mischia e touche), anche se gli azzurri pagano la pochezza dei propri tre-quarti.
| Arbitro: | Siccardi |

| |           |  |
| 7' cp R. Martini 9' m. Bellinazzo tr. r. Martini 61' m. Squario tr. Busson 70' m. R. Luise 74' m. G.M. Del Bono | Marcatori |  |

| Arbitro: | Taylor |

| |            | |
| 7' cp Vannier 28' m. Domenech 65' m. Bouquet 80' m. Rancoule tr. Vannier 80'+8' m. Boniface | Marcatori  | |
| 15.Michel Vannier, 14.Henri Rancoule, 13.Guy Boniface, 12.Jacques Bouquet, 11.Gerard Mauduy, 10.Roger Martine, 9.Marcel Puget, 8.Michel Celaya, 7.Francois Moncla (c), 6.Michel Crauste, 5.Jean-Pierre Saux, 4.Gerard Bouguyon, 3.Alfred Roques, 2.Jean de Gregorio, 1.Amedee Domenech | Formazioni | 15.Giancarlo Busson, 14.Enzo Bellinazzo, 13.Angelo Autore, 12.Roberto Luise III, 11.Gian Maria del Bono, 10.Roberto Martini, 9.Elio Fusco, 8.Zefferino Rossi, 7.Sergio Lanfranchi (c), 6.Antonio di Zitti, 5.Franco Zani, 4.Riccardo Saetti, 3.Alfio Angioli, 2.Basilio Rovelli, 1.Umberto Levorato |

## I Barbarians
Nel 1961 la squadra ad inviti dei Barbarians ha disputato i seguenti incontri:
| Cardiff 4 febbraio 1961 | Sudafrica | 0 – 6 | Barbarians | Arms Park |

La vittoria contro gli Springboks è una delle più prestigiose per questa selezione.
| Northampton 2 marzo 1961 | East Midlands | 9 – 32 | Barbarians |  |

## Campionati nazionali
| Sudafrica            | Currie Cup               | non assegnata     |
| Nuovo Galles del Sud | Shute Shield             | Sydney University |
| Argentina            | Camp. di Buenos Aires    | C.A.S.I.          |
|                      | Argentino                | Mar del Plata     |
| Francia              | Campionato 1960-61       | Beziers           |
|                      | Challenge Yves du Manoir | Mont de Marsan    |
| Inghilterra          | Campionato delle Contee  | Cheshire          |
| Italia               | Campionato               | Fiamme Oro Padova |
| Romania              | Campionato               | CCA Bucarest      |
| Portogallo           | (Coppa)                  | Benfica           |
| Spagna               | Copa del Rey             | UE Santboiana     |